# Chiesa di San Francesco (Nocera Umbra)
L'ex Chiesa di San Francesco è un edificio religioso divenuto sede museale. Sorge nel centro di Nocera Umbra, in Umbria.

## Storia e descrizione
L'edificio venne eretto a partire dal 1319, quando i frati Francescani vi si trasferirono dal convento fuori le mura, andato distrutto da Federico II di Svevia. La struttura odierna della chiesa risale all'ultima modifica e ristrutturazione, avvenuta tra il 1494 e il 1497, ad opera dell'architetto lombardo Antonio di Pietro da Castelrotto che ampliò il piccolo cenobio minoritico, già esistente, a scapito del Palazzo dei Priori.
La facciata, che si apre su Piazza Caprera, prevede due portali d'ingresso. Il primo,in stile romanico, più piccolo, è pertinente alla prima fase costruttiva della chiesa, del 1319, quando i frati ottennero da Papa Giovanni XXII la licenza di costruire all'interno della città. L'altro, in stile gotico, più ampio e policromo, è stato costruito posteriormente, nel 1386.
Come testimone di questi primi lavori di ampliamento resta un'epigrafe in versi leonini, murata ancora oggi accanto al portale, che recita:

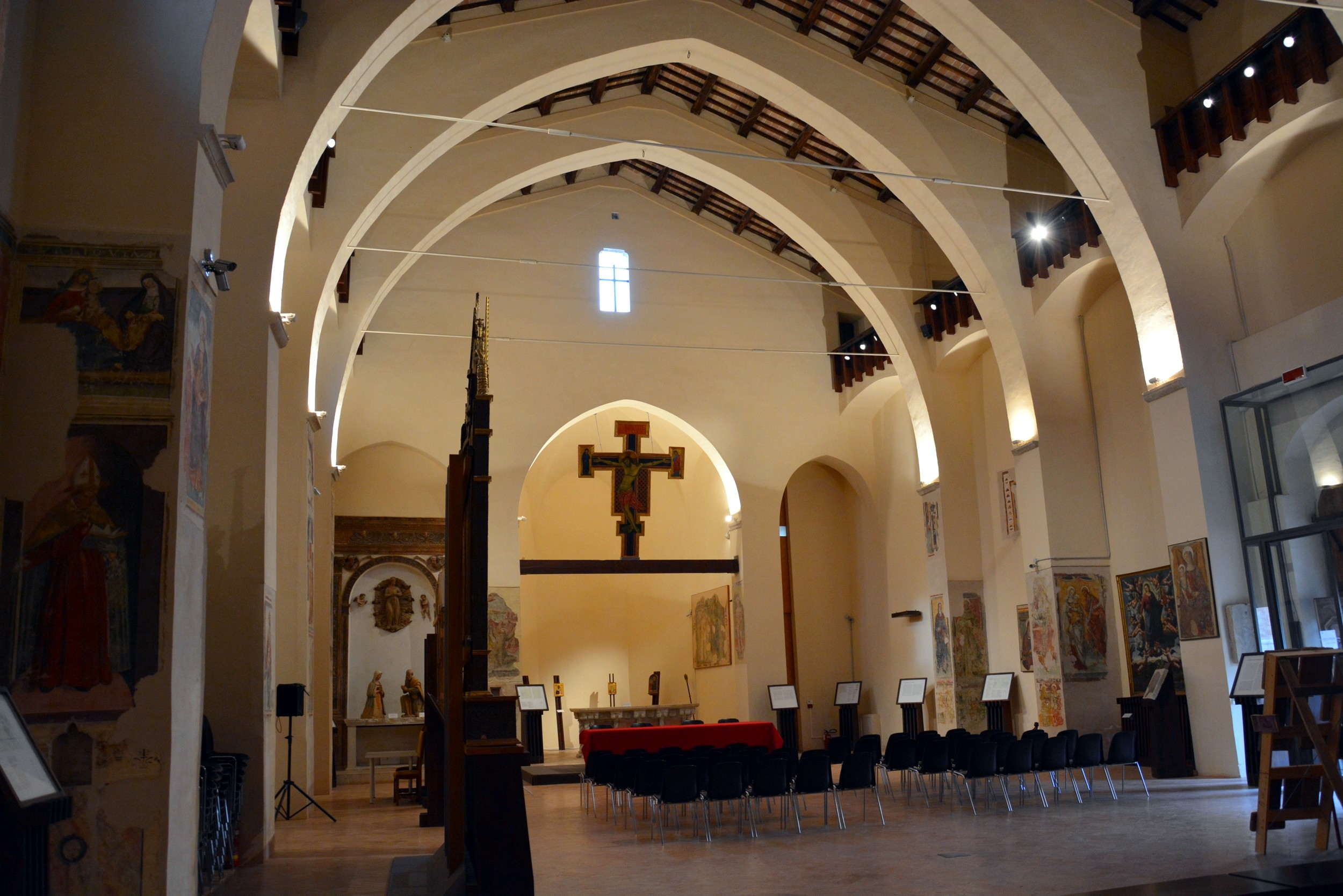
L'interno.

L'interno ha l'aspetto di un'unica, vasta aula di metri 25 per 15, scandita in campate da cinque robusti arconi ogivali trasversali, secondo lo stile caratteristico umbro, e con tre nicchioni absidali.
Il chiostro, che si impostava ortogonalmente alla chiesa e che occupava parte della piazza venne demolito intorno alla fine del 1800.
L'edificio è stato interessato da due campagne decorative; la prima, quasi tutta improntata al gusto figurativo di Matteo da Gualdo e della sua scuola, prende avvio nel 1497 per concludersi probabilmente intorno al 1508; la seconda, iniziata intorno al 1530 e riguardante la parete opposta all'abside, è da porre in relazione con l'episcopato del camerte Varino Favorino ad opera di maestri marchigiani come Venanzo da Camerino e Piergentile da Matelica.
Nel 1863 la Chiesa fu confiscata ai frati e assegnata in proprietà al Comune.

## Pinacoteca comunale
Dopo decenni di usi impropri, nel 1957, la ex Chiesa di San Francesco venne restaurata e da allora ospita la Pinacoteca comunale.
Accoglie affreschi quattro-cinquecenteschi provenienti dal Duomo e opere di Matteo da Gualdo; un bel Crocifisso su tavola della seconda metà del XIII secolo, di Scuola umbro-marchigiana e il notevole Polittico dell'Assunta opera del 1483 di Nicolò Alunno.

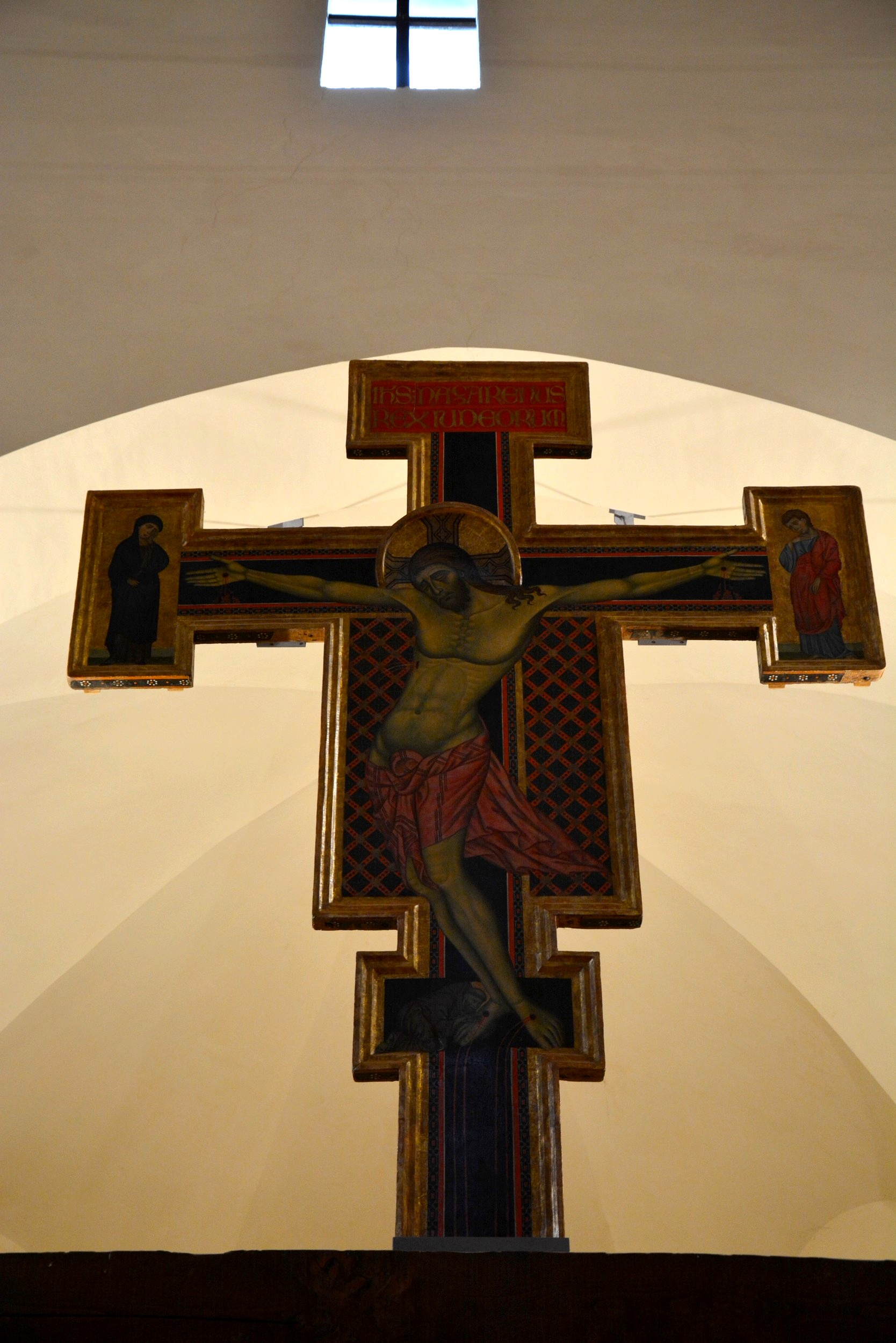
Il Crocifisso duecentesco.
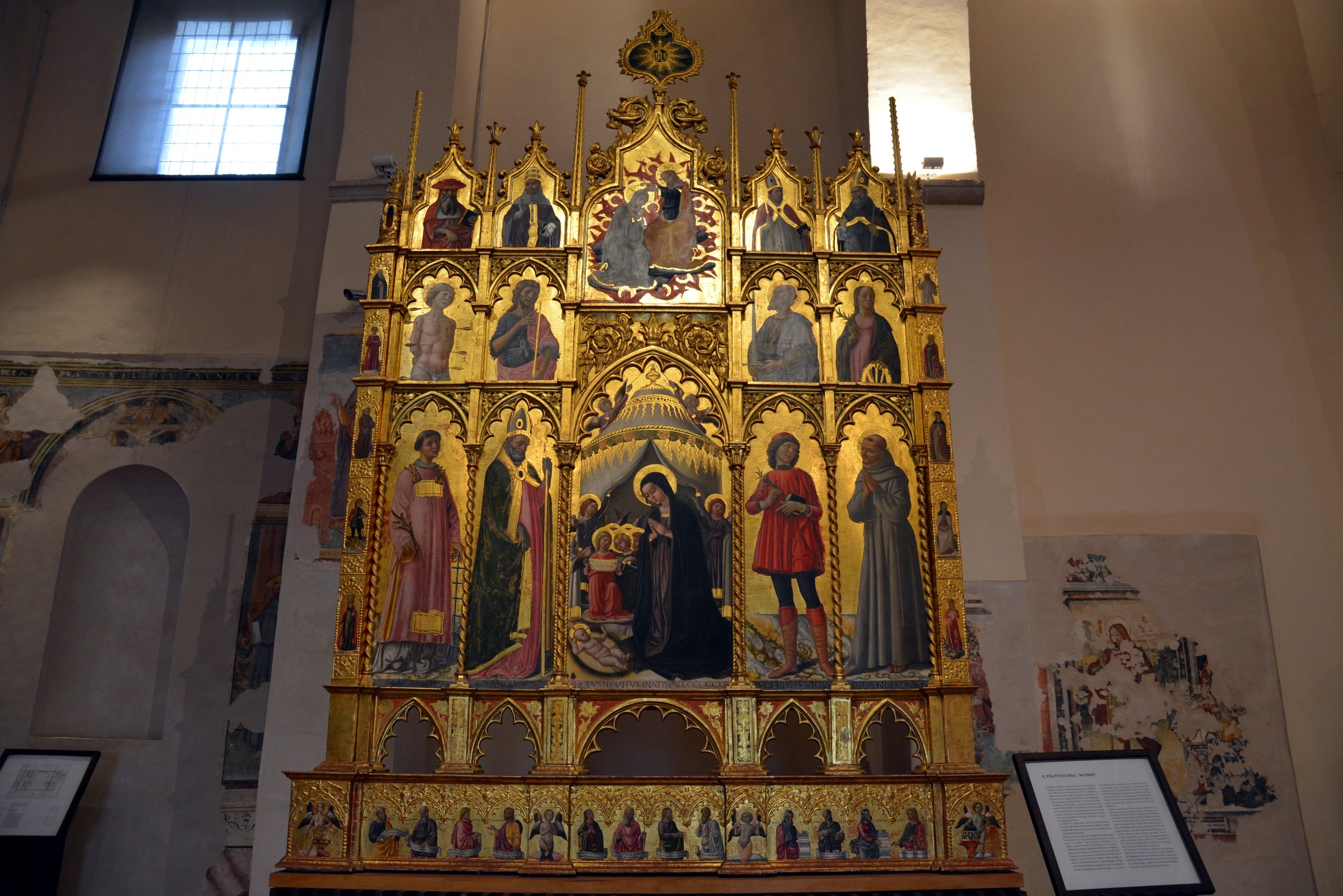
Polittico dell'Assunta dell'Alunno, 1483.
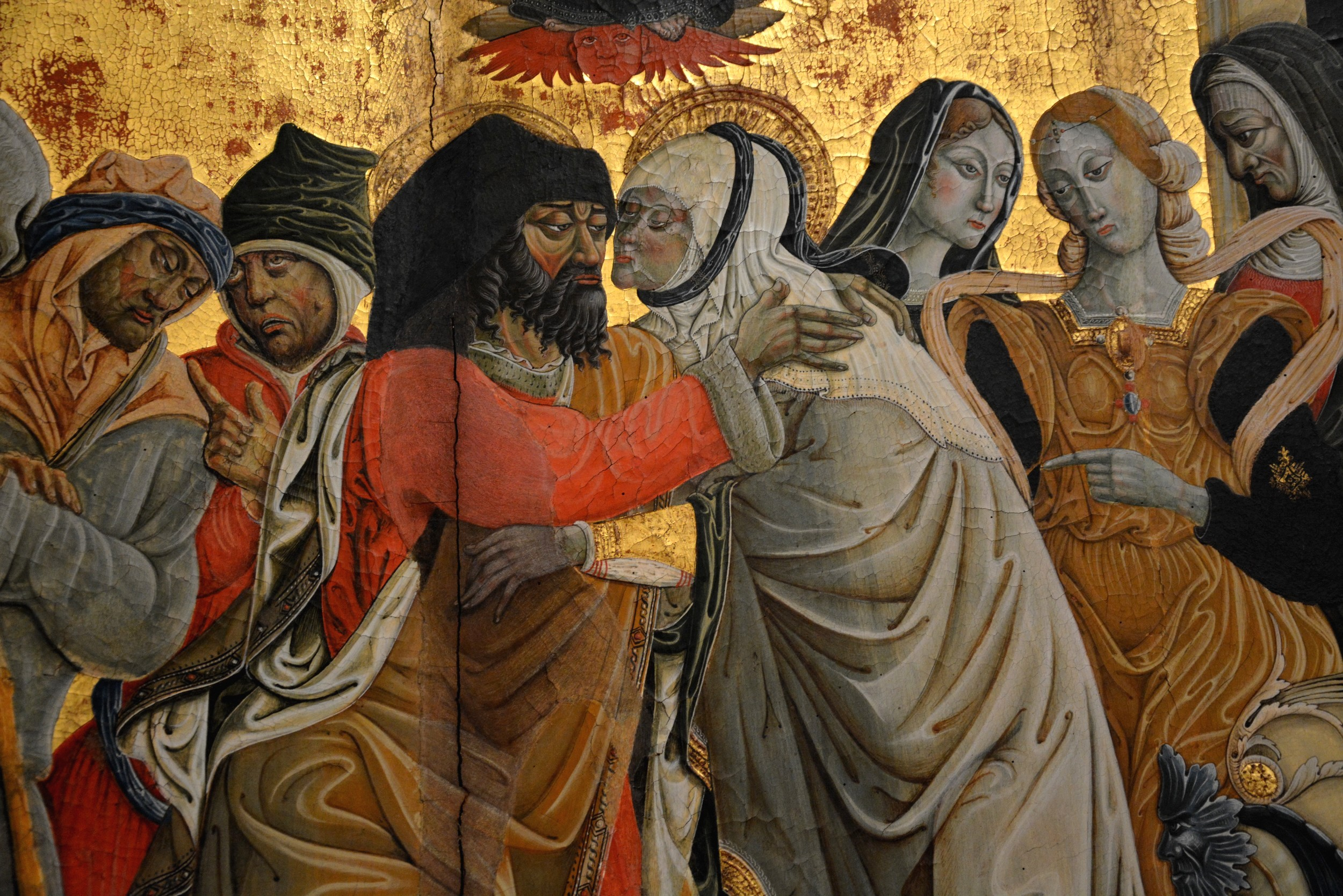
Incontro di Gioacchino ed Anna di Matteo da Gualdo.